# Mügra
Mügra – wieś w Estonii, w prowincji Põlva, w gminie Valgjärve.